# The Gravedigger Five
I The Gravedigger V, anche The Gravedigger Five, è stato un gruppo musicale attivo per poco tempo dal 1983 al 1984 a San Diego in California. Fu parte del movimento musicale Paisley Underground o del revival garage rock sviluppatosi a Los Angeles, che si ispirava alla musica prodotta nella West Coast durante gli anni '60.

## Storia

### 1983: Gli esordi come The Shamen
I Gravedigger V cominciarono a suonare assieme nel 1983 con il nome di The Shamen nel garage del bassista Chris Gast quando il cantante Leighton Koizumi aveva ancora solo 16 anni. I membri della band ai suoi esordi erano così giovani che, quando andarono a suonare al Whiskey A Go Go di West Hollywood dovettero aspettare fuori tra un concerto ed un altro perché non avevano l'età necessaria per stare nel club. Il nome "the Shamen" fu poi abbandonato perché già in uso da altre band, e dopo una notte al Bob's Big Boy, il gruppo decise di cambiare nome in "The Gravedigger V", giocando sull'assonanza con il vecchio backing group The Cryptkicker V nel brano Monster Mash di Bobby Pickett.

### 1984:All Black and Hairy
Dopo pochi concerti la band destò l'interesse di Greg Shaw della Voxx Records che firmò il contratto con i Gravedigger V durante le registrazioni nel gennaio 1984. Il gruppo registrò così il suo primo album, dormendo assieme in automobile nei giorni del lavoro in studio. Nacque così il loro primo LP dal titolo All Black and Hairy, che ad oggi è uno dei più amati del genere, pervaso da un taglio adolescenziale nella timbrica vocale, da sonorità tra punk rock e Rhythm & Blues e da immaginari b-movies ed horror. Se il sound era poi fortemente influenzato dalle sonorità sixties californiane, le cover presenti nel disco (8 su 13 brani), erano di preferenza di gruppi texani con band come Larry And The Blue Notes o Kit & The Outlows.

### 1987:The Mirror Cracked
Nel 1987, tre anni dopo lo scioglimento della band, la Voxx Records pubblicò un secondo album, The Mirror Cracked, che conteneva una serie di tracce ancora inedite registrate durante le sessioni dell'album precedente e otto brani registrati dal vivo nel 1984.

### Dopo lo scioglimento
Con lo scioglimento dei Gravedigger Five, Koizumi e Friedman si spostarono nella Bay Area dove fondarono un'altra garage band del Paisley Underground, The Morlocks, continuando così le sonorità sviluppate fino a quel punto. Dave Anderson e Tom Ward formarono i Manual Scan, ma Anderson suonò poi anche con The Trebles, The Answers, The Crawdaddies e Skid Roper. Nel 1994 la Voxx Records assieme alla Bomp ristampò i due album in un doppio dal titolo All Black And Hairy / The Mirror Cracked. La band si riunì nel 1999 per suonare al Cave Stomp di New York durante l'annual garage rockathon. Nel 2000 Chris Gast morì a New York.

## Discografia

### Album
- 1984 – All Black and Hairy, LP, Voxx Records VXS 200.025, USA

### Singoli
- 2014 – All Black and Hairy/Spooky, , Area Pirata AP036, Italia

### Raccolte
- 1987 – The Mirror Cracked, LP, Voxx Records VXS 200.038, USA
- 1994 – All Black and Hairy - The Mirror Cracked, CD, Voxx Records vcd2025, USA

## Formazione
- Leighton Koizumi: voce ed effetti sonori
- Ted Friedman: chitarra solista
- John Hanrattie: chitarra ritmica e voce
- Dave "the Animal" Anderson; batteria e percussioni
- Chris Gast: basso
- Tom Ward: basso (dopo l'abbandono di Chris Gast)